# Шеринский, Юзеф
Ю́зеф А́нджей Шери́нский, пол. Józef Andrzej Szeryński, урожд. Ше́нкман или Ши́нкман, пол. Szenkman или Szynkman (8 ноября 1892 — 23 января 1943, Варшава) — полковник польской полиции.

## Биография
По происхождению еврей. Выкрест. Сменив свою фамилию на польскую, сделал карьеру при режиме Ю. Пилсудского. С 1920 года — комиссар государственной полиции, вскоре повышен до главного комиссара (1921), а в 1930 году — до заместителя инспектора. До начала войны он сначала занимал должность начальника организационного отдела в штабе Главного управления государственной полиции, затем с мая 1935 года занимал должность инспектора и заместителя воеводского коменданта в Люблине.
В годы Второй мировой войны работал в транспортном бюро Варшавского гетто, в декабре 1940 года председатель юденрата Адам Черняков назначил его руководителем службы порядка Варшавского гетто. Получил печальную известность из-за своего жестокого и агрессивного характера. Активно содействовал нацистам в организации депортации евреев в концлагеря, в выдаче гестапо деятелей еврейского подполья.
1 мая 1942 года арестован за присвоение вещей депортированных евреев (новым начальником стал его бывший заместитель Якуб Лейкин), однако уже в июле того же года освобождён, вновь служил в «еврейской полиции». Еврейская боевая организация приговорила его к смерти, и 21 сентября 1942 года его тяжело ранил 2 выстрелами из пистолета ранее состоящий в Еврейской полиции, но перешедший на сторону сопротивления Израэль Канал.
Покончил жизнь самоубийством, приняв цианистый калий после акции депортации основной части евреев гетто в концлагеря 23 января 1943 года (среди «переселённых» было и большое количество его подчинённых из «еврейской полиции»).